# El Renacuajo Paseador (obra musical)
El Renacuajo Paseador es una obra musical originalmente escrita para teatro guiñol, del compositor mexicano Silvestre Revueltas en 1933.

## El origen del Renacuajo
El Renacuajo Paseador es una fábula literaria escrita por Rafael Pombo que aparece en la publicación de Cuentos pintados para niños en 1867. Esta publicación forma parte de su trabajo en Nueva York como parte de las traducciones que se encontraba haciendo de las Nursery Rhymes inglesas entre 1865 y 1866.
Este cuento fue retomado por la pareja Lola y Germán Cueto para nombrar a su compañía de títeres “Rin Rin Renacuajo” (1934) los cuáles a su vez representaban la fábula del Renacuajo Paseador, adaptada por Graciela Amador como parte del proyecto aprobado por el entonces Secretario de Educación Pública, Narcisso Bassols y del Departamento de Bellas Artes, Carlos Chávez.

## El Renacuajo Paseador de Silvestre Revueltas
La obra está fechada el 14 de marzo de 1933, compuesta para orquesta de cámara y dedicada a sus hijas: Carmen y Natalia. La indicación de la obra dice El Renacuajo Paseador. Pantomima para niños.
 

No hay datos que confirmen si la partitura se llegó a presentar junto con la obra de títeres, según Mireya Cueto sus padres expresaron que la música era demasiado expresiva y dramática.  Revueltas realiza una segunda versión de esta obra fechada el 29 de octubre de 1936, ahora con la indicación de Ballet-pantomima para marionetas.  Esta partitura contiene notas de la historia parafraseadas por el compositor y está dividida en nueve partes:
I.	Introducción 
I (A)	Danza de “Rin-Rin Renacuajo” y Escena con “Mamá Ranita” 
II.	Pequeño Interludio-Escena Doña “Ratona” 
III.	Danza de “Ratoncito” 
IV.	Danza General 
V.	Escena de los Gatos y pequeño interludio 
VI.	Danza del pavor y huida de “Renacuajo” 
VII.	Escena del “Pato tragon” 
VIII.	Escena epílogo de “mama Ranita” 

IX.	Final de la Orquesta

En cuanto a la primera versión, el musicólogo Ricardo Miranda se refiera a ella como una obra de estridencias, metáfora de lo absurdo que nos invita a reírnos de nosotros mismos.  Es una obra breve concebida por 19 secciones, de las cuales siete son temas particulares, todo unificado aparentemente por el entorno rítmico. Miranda menciona que la obra se construye en cuatro grandes secciones (o escenas) teniendo una estructura de sinfonía o sonata clásica: 

“Un primer grupo temático en Mi mayor, un segundo grupo en Sol mayor, una tercera sección equiparable a un desarrollo y una recapitulación- a partir del compás 173- donde vuelven a sonar los temas A y D, que son los principales de cada grupo temático” 

## Instrumentación (versión de 1933)
- Cuerdas: violines I y II, contrabajo
- Aliento madera: Piccolo, clarinete I y II
- Metales: Trompeta I y II
- Percusiones: Sonaja, bombo, platillo suspendido, tambor[3]

## Dedicatoria
Para Alejandra y Natalia (sus hijas) (1933)
Para Carmen, Natalia, Alejandra y Eugenia (sus hijas) (1936)

## Grabaciones
- Orquesta Sinfónica de México (1933)
- London Sinfonietta-David Atherton (1980)
- Ebony Band Amsterdam- Werner Herbers, conductor (2004)
- Orquesta Sinfónica Simón Bolívar de Venezuela -Maximiano Valdés, conductor (2011)